# Mario Tokić
Mario Tokić (Derventa, 1975. július 23. –), horvát válogatott labdarúgó.
A horvát válogatott tagjaként részt vett a 2004-es Európa-bajnokságon és a 2006-os világbajnokságon.

## Sikerei, díjai
Dinamo Zagreb
- Horvát bajnok (2): 1998–99, 1999–2000
- Horvát kupagyőztes (1): 2000–01

Grazer AK
- Osztrák bajnok (1): 2003–04
- Osztrák kupagyőztes (2): 2001–02, 2003–04

Austria Wien
- Osztrák bajnok (1): 2005–06
- Osztrák kupagyőztes (2): 2005–06, 2006–07

Rapid Wien
- Osztrák bajnok (1): 2007–08